# Phục bích tại Yemen
Phục bích (tiếng Trung: 復辟), còn được phiên âm là phục tích hay phục tịch, nghĩa đen là "khôi phục ngôi vua" là trường hợp một quân chủ đã từ nhiệm hoặc đã bị phế truất hay từng bị lật đổ bởi các cuộc cách mạng và đảo chính trong nước, thậm chí phải lưu vong do nạn ngoại xâm nhưng sau đó khôi phục lại được ngôi vị của mình. Dưới đây liệt kê những cuộc phục bích tại Yemen.

## Nhà nướcZaidi
- Ad-Da'i Yusuf (tại vị:977–999, phục vị:1002–1012)

Năm 999, Al-Mansur al-Qasim al-Iyyani xuất hiện với sự giúp đỡ của bộ lạc Hamdan, Ad-Da'i Yusuf đã bị trục xuất khỏi Sa'dah. Al-Qasim bin al-Husayn đã được phái đến San'a bởi các Imam mới, và các cộng đồng Zaydiyyah đã gửi cho ông ta, sau một vài năm, Al-Qasim bin al-Husayn đã thay đổi lòng trung thành của mình với Ad-Da'i Yusuf. Sau khi thất bại trong việc khuất phục những người bộ lạc tái chiếm Banu Harith ở Najran, Al-Mansur al-Qasim al-Iyyani đã vấp phải sự phản đối của Al-Malih Ibrahim và cựu Imam Ad-Da'i Yusuf, thống đốc ở Dhamar, Az-Zaidi đã nổi loạn và bắt giữ con trai của Imam Ja'far. Một sự hòa giải đã diễn ra vào năm 1002, Az-Zaidi đề nghị Al-Mansur al-Qasim al-Iyyani giữ quyền lực đối với Bakil và Wada, Al-Mansur al-Qasim al-Iyyani rút lui khỏi chính trường, ông ta sống một cuộc sống riêng tư ở Madhab và Iyyan, Ad-Da'i Yusuf lên ngôi lần thứ hai, thời gian cai trị của ông đầy rẫy những cuộc chiến nhỏ nhặt ở San'a.
- Al-Mansur Ali II (tại vị:1835-1837, phục vị:1844-1845, tái phục vị:1849-1850, hựu tái phục vị:1851)

Năm 1837, Al-Mansur Ali II đã bị quân đội của chính ông phế truất rồi cầm tù vào ngày 9 tháng 2, vì tiền lương của họ bị truy thu, họ đã thay thế ông bằng An-Nasir Abdallah, một học giả nổi tiếng của Zaidi theo đúng nghĩa của ông. Năm 1840, An-Nasir Abdallah chết, Al-Hadi Muhammad lên thay thế đã hạ lệnh phóng thích Al-Mansur Ali II, ông nhận được một khoản trợ cấp nhưng bị cấm can thiệp vào các vấn đề nhà nước. Năm 1844, Al-Mansur Ali một lần nữa được tôn lên làm Imam, gần như không có sự phản đối ông khi Al-Hadi Muhammad từ trần. Nền cai trị của Al-Mansur Ali lại bị gián đoạn bởi một cuộc nổi dậy của người chú al-Qasim và một đợt bùng phát bệnh đậu mùa, cuối cùng một người họ hàng tên là Muhammad bin Yahya đã xuất hiện trước San'a với một đội quân bộ lạc vào năm 1845. Người dân tuyên bố cho người yêu sách, và Al-Mansur Ali một lần nữa bị phế truất, ông được trợ cấp và được phép sống ở một trong những cung điện của thành phố, kẻ chiếm đoạt lấy tên Al-Mutawakkil Muhammad. Năm 1849, người Thổ Nhĩ Kỳ trở lại Tihamah, Al-Mutawakkil Muhammad được triệu tập để đệ trình, Imam đi cùng một đội quân Thổ Nhĩ Kỳ đến San'a. Tuy nhiên, một ngày sau khi đội biệt kích đến thành phố, nó đã bị người dân địa phương tấn công dữ dội, được cho là bị mê hoặc bởi Imam, chỉ huy người Thổ Nhĩ Kỳ Tefvik Pasha bị thương nặng, ngay lập tức phế truất Al-Mutawakkil Muhammad và nâng Al-Mansur Ali lên lần thứ ba. Ngay sau đó, người Thổ rút lui về Hudaydah ở Tihamah, khi người Thổ Nhĩ Kỳ ra đi, các cuộc đấu tranh quyền lực vẫn tiếp tục ở Zaidi. Al-Mansur Ali nhốt al-Mutawakkil Muhammad vào tù và ông ta bị chặt đầu vào tháng 12 năm 1849, nhưng vào tháng 6 năm 1850, ông lại bị phế truất lần thứ ba bởi một người họ hàng xa tên là Al-Mu'ayyad Abbas. Khi Al-Mu'ayyad Abbas bị giam cầm bởi một đối thủ tự xưng Imam, Al-Mansur Ahmad, al-Mansur Ali đã thu thập một lực lượng của bộ lạc Hashid và Bakil, ông tiến hành bao vây San'a và buộc đối thủ phải chạy trốn. Do đó, ông chính thức được bổ nhiệm làm Imam lần thứ tư vào tháng 2 năm 1851, tuy nhiên Al-Mansur Ali không thể thắng thế trước những người yêu sách khác. Cùng năm 1851, khi Al-Mansur Ali đang trong chuyến thám hiểm đến cao nguyên trung tâm, thì con trai của Al-Mutawakkil Muhammad là Al-Hadi Ghalib đã chống lại ông, Al-Hadi Ghalib giành được quyền làm Imam, và ông ta hào phóng từ chối trả thù đầy đủ cho kẻ giết cha mình. Al-Mansur Ali bị trục xuất khỏi tổ quốc, ông tiếp tục sống ở vùng lân cận San'a, nhưng không bao giờ có cơ hội để khôi phục lại địa vị nữa.
- Ghalib ibn al-Mutawakkil Muhammad (tại vị:1851–1852, phục vị:1858–1872)

Năm 1852, Ghalib ibn al-Mutawakkil Muhammad phải rời San'a, người dân đã chọn một thống đốc mới là Ahmad al-Haymi. Triều đại của ông rất hỗn loạn, kể từ khi giao tranh nổ ra với một đối thủ tên là Abbas, họ từng tổ chức một phần của San'a, theo quan điểm của cuộc xung đột dân sự, nhiều người bị bỏ lại cho các thành phố khác. Tuy nhiên, khi Ghalib ibn al-Mutawakkil Muhammad cố gắng vào San'a vào năm 1857, cánh cổng đã bị đóng lại trước mặt ông, Imam và những người theo ông đã bao vây San'a, nhưng người cai trị Hakim đã ngăn cản tham vọng của ông. Năm sau, Haimi không nổi tiếng của Sanaa bị buộc phải chạy trốn, thành phố sau đó được cai trị bởi một thống đốc khác, Muhsin Mu'ayyad. Ghalib ibn al-Mutawakkil Muhammad quyết định theo Đại lý chính trị Anh R. Để. Playfair được công nhận vào khoảng năm 1858, còn Heimi được coi như một bộ trưởng. Vào đầu những năm 1870, Muhsin Mu'ayyad đã trục xuất Imam Al-Mutawakkil Al-Muhsin hiện tại, qua đó khôi phục lại phẩm giá của Ghalib ibn al-Mutawakkil Muhammad.

## Vương quốc Mutawakkilite của Yemen
- Al-Mansur Bi'dah Muhammad Al-Badr bin Al-Nasir-li-dinu'llah Ahmad (tại vị:1962, phục vị:1962-1970)

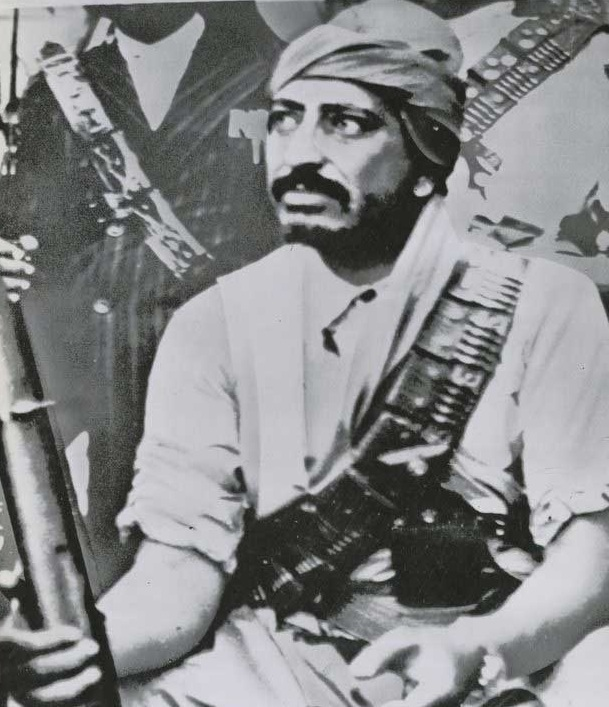
Al-Mansur Bi'dah Muhammad Al-Badr bin Al-Nasir-li-dinu'llah Ahmad

Năm 1962, quốc vương HM al-Nasir-li-Dinullah Ahmad bin al-Mutawakkil 'Alallah Yahya chết trong giấc ngủ, Al-Mansur Bi'dah Muhammad Al-Badr bin Al-Nasir-li-dinu'llah Ahmad  được tuyên bố là Imam và King và lấy tước hiệu là al-Mansur. Nhưng chỉ một tuần sau, phiến quân pháo kích nơi cư trú của ông, Dar al-Bashair ở quận Bir al-Azab của Sana'a, Abdullah as-Sallal, người mà HM al-Nasir-li-Dinullah Ahmad bin al-Mutawakkil 'Alallah Yahya chỉ định là chỉ huy của đội bảo vệ hoàng gia, đã tổ chức đảo chính, và tuyên bố mình là tổng thống của Cộng hòa Ả Rập Yemen. Al-Mansur Bi'dah Muhammad Al-Badr bin Al-Nasir-li-dinu'llah Ahmad đã trốn thoát đến phía bắc Yemen, các bộ lạc tập hợp quanh ông, cam kết với lòng trung thành vô điều kiện của họ là Amir al-Mumineen. Vài ngày sau, Al-Mansur Bi'dah Muhammad Al-Badr bin Al-Nasir-li-dinu'llah Ahmad tổ chức một cuộc họp báo về biên giới ở phía tây nam Ả Rập Saudi, người chú Sayf al-Islam al-Hasan của ông, người đã ở nước ngoài và đã được tuyên bố là Imam trước tin tức về sự sụp đổ của cháu mình, ngay lập tức đưa ra lòng trung thành với ông cùng với tất cả các hoàng tử của gia đình Hamid al-Din. Chẳng bao lâu, toàn bộ liên minh bộ lạc Bakil cùng với hầu hết Hashid đang chiếm giữ vùng cao nguyên miền trung và miền bắc Yemen, người Zaydis trong nhiều thế kỷ đã nhiệt tình tham gia vào sự nghiệp của Imam và các hoàng tử để chống lại chế độ cách mạng, như vậy Al-Mansur Bi'dah Muhammad Al-Badr bin Al-Nasir-li-dinu'llah Ahmad lần thứ hai làm vua nhưng lãnh thổ chỉ còn một nửa so với trước kia. Cuộc chiến kéo dài tám năm, Al-Mansur Bi'dah Muhammad Al-Badr bin Al-Nasir-li-dinu'llah Ahmad nhận được hỗ trợ từ Ả Rập Saudi, trong khi những người cộng hòa nhận được hỗ trợ từ Ai Cập. Năm 1970, mặc dù thực tế là phần lớn lãnh thổ Yemen vẫn nằm dưới sự kiểm soát của Al-Mansur Bi'dah Muhammad Al-Badr bin Al-Nasir-li-dinu'llah Ahmad và gia đình Hamid al-Din, nhưng chính phủ Ả Rập Saudi đã công nhận Cộng hòa Ả Rập Yemen, choáng váng trước sự thừa nhận của Ả Rập Xê-út về chế độ cộng hòa đã được đàm phán mà không có bất kỳ ý kiến nào với ông, Al-Mansur Bi'dah Muhammad Al-Badr bin Al-Nasir-li-dinu'llah Ahmad dời khỏi Ả Rập Saudi để sang Anh lưu vong.